# Parafia św. Tekli w Wolicy
Parafia świętej Tekli w Wolicy – parafia rzymskokatolicka, znajdująca się w diecezji kieleckiej, w dekanacie skalbmierskim.